# Torres Torres
Torres Torres egy község Spanyolországban, Valencia tartományban. Torres Torres Algimia de Alfara, Estivella, Sagunt, Serra és Segorbe községekkel határos. Lakosainak száma 750 fő (2024).

## Népesség
A település népessége az utóbbi években az alábbiak szerint változott:
| Lakosok száma | 451  | 492  | 518  | 588  | 614  | 630  | 641  | 637  | 703  | 750  |
|               | 2001 | 2004 | 2007 | 2009 | 2012 | 2014 | 2017 | 2019 | 2022 | 2024 |